# Toğrul Nərimanbəyov
Toğrul Fərman oğlu Nərimanbəyov (in russo Тогрул Нариманбеков?) (Baku, 7 agosto 1930 – Parigi, 2 giugno 2013) è stato un pittore azero naturalizzato francese. È stato uno dei più importanti artisti moderni dell'Azerbaigian.

## Biografia
Narimbanbekov nacque a Baku. Suo padre, Farman Narimanbekov, proveniva da Şuşa e studiò a Tolosa; nel 1929 tornò a Baku e partecipò alla costruzione della centrale idroelettrica di Mingəçevir, ma negli anni '30 fu condannato alla prigione. Sua moglie Irma Laroudé, una francese, fu esiliata in Uzbekistan e vi rimase fino al 1961.
Toğrul Narimanbekov studiò alla Scuola d'Arte dell'Azerbaigian intitolata ad Azim Azimzade, quindi, dal 1950 al 1955, presso l'Accademia di Belle Arti della Lituania.
Riteneva che fosse necessario che le arti tornassero alle origini della cultura nazionale. Descrisse la sua creatività come una combinazione di arti astratte e figurative. Nel 1967, divenne Artista del Popolo della RSS Azera e nel 1980 vinse il Premio di Stato dell'Unione Sovietica.
Visse a Parigi, dove ottenne la cittadinanza francese e vi morì nel 2013. È sepolto nel cimitero di Passy.
Asmar Narimanbekova, sua figlia nata dal primo matrimonio con Elmira Hüseynova, è un artista nota in Azerbaigian e professoressa associata dell'Accademia di Belle Arti dell'Azerbaigian. Suo fratello era Vidadi Narimanbekov, importante pittore azero.